# 外務省 (モルディブ)
モルディブ共和国外務省（ディベヒ語: މިނިސްޓްރީ އޮފް ފޮރިން އެފެއާޒް、英語: Ministry of Foreign Affairs of the Republic of Maldives）は、モルディブ共和国の中央省庁。モルディブの外交関係の運営を担っている。

## 歴史
1932年12月22日、モルディブ・スルターン国の外交を扱うため、アラビア語名ウィザーラ・アル＝ハーリジーヤ（アラビア語: وزارة الخارجية）に由来するVuzarat Al-Kharijiyyaとして設立された。